# Vigna cylindrica
Vigna cylindrica är en ärtväxtart som först beskrevs av Carl von Linné, och fick sitt nu gällande namn av Homer Collar Skeels. Vigna cylindrica ingår i släktet vignabönor, och familjen ärtväxter. Inga underarter finns listade i Catalogue of Life.